# Station Flesberg
Station Flesberg is een voormalig station in  Flesberg in  in fylke Viken  in  Noorwegen. Het station werd geopend in 1927. Het werd ontworpen door Gudmund Hoel van het eigen architectenkantoor van NSB. Het station ligt aan Numedalsbanen, de spoorlijn tussen Rødberg en Kongsberg. De spoorlijn, en dus ook he station, werd in 1989 gesloten voor personenvervoer.